# کریس گیلبو
کریس گیلبو (به انگلیسی: Chris Guillebeau؛ زاده ۴ آوریل ۱۹۷۸) یک نویسنده ناداستان، وبلاگ‌نویس و سخنگو اهل ایالات متحده آمریکا است. وی بیشتر به خاطر وبلاگ و کتاب هنر عدم انطباق شناخته می‌شود. وی همچنین راهنماهایی برای سفر و مباحث تجاری کوچک با نام تجاری Unconventional Guides نوشته‌است. همچنین او اجلاس سالانه سلطه جهانی در پورتلند، اورگن را برگزار می‌کند.